# Celia Nyamweru
Celia K. Nyamweru (* 2. Juli 1942 in London) ist eine britisch-kenianische Kulturanthropologin und Geowissenschaftlerin.

## Leben

### Herkunft, Ausbildung und Privatleben
Sie kam in London zur Welt und besuchte die Wimbledon High School – ein privates Mädchengymnasium. Anschließend immatrikulierte sie sich für ein Studium der Geographie an der University of Cambridge. Dort wurde sie 1968 zum Ph.D. promoviert. Nach ihrer offiziellen Pensionierung belegte sie 2009 und 2010 als Gasthörerin an der State University of New York at Potsdam Kurse in der irokesischen Sprache Mohawk.
Nyamweru ist seit 1977 mit Mwangi Njuguna verheiratet. Das Paar hat zwei Kinder. Die älteste Tochter Wanjiru Margaret (* 1978) nahm im Alter von 13 Jahren als jüngstes Mitglied des kenianischen Teams an den Schwimmwettkämpfen der Afrikaspiele 1991 in Kairo teil. Im Dezember 2016 legte sie an der California State University, Long Beach ihren Master in Geologie ab. Angeregt durch ihre Tochter Wambui (* 1980), die an der University of North Carolina School of the Arts Modern Dance studierte und mit einem finnischen Yogi verheiratet ist, praktiziert Nyamweru seit 2011 intensiv Ashtanga Yoga.

### Wissenschaftliche Laufbahn
I […] focused my attention from the start on the people in the landscape, not on the landscape devoid of people. Despite my excitement at the scale and magnificence of the landforms I studied, I was always aware that they had been the setting for human activities for thousands of years.

„[...] konzentrierte ich meine Aufmerksamkeit von Anfang an auf die Menschen in der Landschaft, nicht auf die Landschaft ohne Menschen. Trotz meiner Begeisterung über das Ausmaß und die Pracht der Landformen, die ich studierte, war ich mir immer bewusst, dass sie seit Tausenden von Jahren der Schauplatz für menschliche Aktivitäten waren.“

Die Wissenschaftlerin verfügt über breit gefächerte Interessen und deckt in ihren Veröffentlichungen zahlreiche, oft auch interdisziplinär behandelte, Forschungsfelder ab. Zu Beginn ihrer Laufbahn beschäftigte sich Nyamweru vornehmlich mit Themen der physischen Geographie sowie der Geologie und Paläoklimatologie. So forschte sie beispielsweise zum Ostafrikanischen Graben und leistete im Juni 1988 als Mitglied der Krafft-Keller-Expedition Grundlagenarbeit am tansanischen Vulkan Ol Doinyo Lengai. Diese Unternehmung begründete die neuzeitliche Erforschung des Berges und erregte in der vulkanologischen Gemeinschaft großes Aufsehen. In den 1990er Jahren verlagerten sich Nyamwerus vorrangige Forschungsinteressen auf Kulturanthropologie, Ethnologie ostafrikanischer und US-amerikanischer Ureinwohner, Afrikastudien, Postkolonialismus, traditionelle Landwirtschaft und den Schutz gefährdeter Wald-Heiligtümer in Kenia.
Für Recherchen in Hinblick auf ihre Dissertation reiste Nyamweru im Januar 1965 nach Uganda und verbrachte mehrere Wochen an der Makerere-Universität, ehe sie im März gleichen Jahres für die Feldarbeit erstmals nach Kenia gelangte. Auch anschließend blieb sie dem Land eng verbunden. So lehrte sie in der Folge an verschiedenen Hochschulen des Landes – unter anderem 19 Jahre lang am Department of Geography der Kenyatta University in der Hauptstadt Nairobi, an dem sie auch als Dekanin wirkte. Parallel dazu begann sie im Frühjahr 1985, im Kenia-Programm der St. Lawrence University (SLU) – beheimatet in Canton im US-Bundesstaat New York – zu unterrichten, die dafür im Gegensatz zu anderen Lehranstalten auf einheimische Dozenten vor Ort zurückgriff. Mitte 1991 folgte sie schließlich einem Ruf der SLU und wurde in Canton Professorin für Anthropologie. Die Finanzierung dieser Stelle war möglich durch einen Zuschuss der Ford Foundation, der dazu verwendet werden sollte, das Afrikanistik-Programm der Universität weiterzuentwickeln. Im Jahr 2009 wurde Nyamweru emeritiert.
Auch danach gab sie an der SLU noch Seminare für Erstsemesterstudenten. Zudem leitete sie im Sommer 2010 in Kenia ein dreiwöchiges Geländepraktikum der Universität zum Thema „Hirten-Nomaden und Wildtierschutz“. Im Jahr 2016 war Nyamweru als Adjunct Professor (≈ außerplanmäßige Professorin) der im kenianischen Kilifi ansässigen Pwani University gelistet.

## Publikationen (Auswahl)
Monographien und Sammelwerke
- East Africa. Geography for Standard 6. Pupils’ book. Oxford University Press, Nairobi / Daressalam 1978.
- Rifts and volcanoes. A study of the East African rift system. Thomas Nelson and Sons, Nairobi 1980, ISBN 0-17-511447-1.
- mit A. Omwega: Geography for Form 1. Jomo Kenyatta Foundation, Nairobi 1995, ISBN 9966-22-070-4.
- Nyamweru, C. / Sheridan, M. J. (Hrsg.): African sacred groves. Ecological dynamics & social change. James Currey, Oxford 2008, ISBN 978-0-8214-1789-8.
- mit C. Combe: Barkcloth in Uganda. The modern day importance of an indigenous craft. Lambert Academic Publishing, Saarbrücken 2012, ISBN 978-3-659-30160-5.

Fachartikel
- Quaternary environments of the Chalbi basin, Kenya. Sedimentary and geomorphological evidence. In: Sedimentation in the African Rifts. Geological Society Special Publication, № 25, 1986, S. 297–310.
- Activity of Ol Doinyo Lengai volcano, Tanzania, 1983–1987. In: Journal of African Earth Sciences. Vol. 7, № 4, 1988, S. 603–610.
- mit P. I. Abell: Paleoenvironments in the Chalbi Basin of Kenya. In: Chemical Geology. Vol. 72, № 4, Juni 1988, S. 283–291.
- Report on activity in the northern crater of Oldoinyo Lengai, 24th June to 1st July 1988. In: Journal of the East Africa Natural History Society and National Museum. Vol. 79, № 186, 1989, S. 1–15.
- mit D. Bowman: Climatic changes in the Chalbi Desert, North Kenya. In: Journal of Quaternary Science. Vol. 4, № 2, 1989, S. 131–139.
- New evidence for the former extent of the Nile drainage system. In: The Geographical Journal. Vol. 155, № 2, Juli 1989, S. 179–188.
- Observations on changes in the active crater of Ol Doinyo Lengai from 1960 to 1988. In: Journal of African Earth Sciences. Vol. 11, № 3/4, Dezember 1990, S. 385–390·
- mit A. L. Tesha und C. J. Ebinger: Rift-related volcanic hazards in Tanzania and their mitigation. In: Tectonophysics. Vol. 209, № 1–4, August 1992, S. 277–279.
- Ol Doinyo Lengai (Tanzania). Increased carbonatitic lava production; ash eruptions. In: Global Volcanism Program Bulletin. Vol. 18, № 7, Juli 1993, S. 15–16.
- Ol Doinyo Lengai (Tanzania). Description of crater in early July. In: Global Volcanism Program Bulletin. Vol. 18, № 8, August 1993, S. 4–5.
- Nyamweru, C. et al.: June 1993 eruption of Oldoinyo Lengai, Tanzania – Exceptionally viscous and large carbonatite flows and evidence for co-existing silicate and carbonate magmas. In: Geology. Vol. 22, № 9, 1994, S. 799–802.
- Sacred groves threatened by development. The Kaya Forests of Kenya. In: Cultural Survival Quarterly Magazine. September 1996, S. 19–21.
- Changes in the crater of Oldoinyo Lengai. June 1993 – February 1997. In: Journal of African Earth Science. Vol. 25, № 1, Juli 1997, S. 43–53.
- mit C. Combe: From coronation robes to car seat covers. The changing uses of Ugandan bark cloth. In: Kenya – Past and present. Kenya Museum Society, № 36, 2006, S. 53–58.
- mit M. J. Sheridan: Introduction – African sacred ecologies. In: Journal for the Study of Religion, Nature and Culture. Vol. 2, № 3, Januar 2008, S. 285–291.
- The contribution of ecotourism to the conservation of natural sacred sites. A case study from coastal Kenya. In: Journal for the Study of Religion, Nature and Culture. Vol. 2, № 3, Januar 2008, S. 327–350.
- mit S. Kibet: Cultural and biological heritage at risk. The case of the Rabai Kaya Forests in coastal Kenya. In: Journal of Human Ecology. Vol. 24, № 4, Februar 2008, S. 287–295.
- Natural cultural sites of Kenya. Changing contexts, changing meanings. In: Journal of Eastern African Studies. Vol. 6, № 2, Mai 2012, S. 270–302.
- mit N. Carrier: Reinventing Africa’s national heroes. The case of mekatilili, a Kenyan popular heroine. In: African Affairs. Vol. 115, № 461, Oktober 2016, S. 599–620.

Beiträge in nicht selbst herausgegebenen Sammelwerken
- C. Nyamweru, J. B. Dawson, J. Keller: Historic and recent eruptive activity of Oldoinyo Lengai. In: K. Bell, J. Keller (Hrsg.): Carbonatite volcanism. Oldoinyo Lengai and the petrogenesis of Natrocarbonatites. (= IAVCEI proceedings in volcanology. № 4). Springer Science+Business Media, Berlin 1995, ISBN 3-642-79184-0, S. 4–22.
- The African Rift System. In: W. M. Adams, A. S. Goudie, A. R. Orme (Hrsg.): The physical geography of Africa. Oxford University Press, New York City 1996, ISBN 0-19-828875-1, S. 18–33.
- Letting the side down. Personal reflections on colonial and independent Kenya. In: G. H. Cornwell, Walsh Stoddard, E. (Hrsg.): Global multiculturalism. Comparative perspectives on ethnicity, race, and nation. Rowman & Littlefield Publishers, Lanham (Maryland) 2001, ISBN 0-7425-0883-8, S. 169–192.
- Women and the sacred groves in coastal Kenya. A contribution to the ecofeminist debate. In: H. Eaton, L. A. Lorentzen (Hrsg.): Ecofeminism & globalization. Exploring culture, context, and religion. Rowman & Littlefield Publishers, Lanham (Maryland) 2003, ISBN 0-7425-2697-6, S. 41–56.
- mit A. H. Tengeza: Symbols of indigenous identity. The Ndata leadership staffs of Kaya elders in Kilifi District, Kenya. In: R. Gearhart, L. Giles (Hrsg.): Contesting Identities. The Mijikenda and their neighbors in Kenyan coastal society. Africa World Press, 2013, ISBN 978-1-59221-898-1, S. 225–244.
- Identity politics and culture in coastal Kenya. The role of the Malindi District Cultural Association. In: R. Gearhart, L. Giles (Hrsg.): Contesting Identities. The Mijikenda and their neighbors in Kenyan coastal society. Africa World Press, Trenton (New Jersey) 2013, ISBN 978-1-59221-898-1, S. 245–268.

Rezensionen
- Besprechung zu W. C. Mahaney: Quaternary and environmental research on east African mountains. Balkema, Kapstadt 1989, ISBN 90-6191-794-8. In: Progress in Physical Geography. Vol. 16, № 1, März 1992, S. 113–115.
- Besprechung zu J. Davison: The ostrich wakes. Struggles for change in highland Kenya. Kirinyaga Publishers, Larkspur 2006, ISBN 0-9785150-0-5. In: African Studies Review. Vol. 50, № 2, September 2007, S. 264–266.
- Besprechung zu A. C. Dawson: Shrines in Africa. History, Politics, and Society. University of Calgary Press, Calgary 2009, ISBN 978-1-55238-246-2. In: African Affairs. Vol. 109, № 435, April 2010, S. 339–340.
- Besprechung zu J. Beardsley (Hrsg.): Cultural landscape heritage in sub-Saharan Africa. (= Dumbarton Oaks Colloquium on the history of landscape architecture. № 37). Harvard University Press, Cambridge (Massachusetts) 2016, ISBN 978-0-88402-410-1. In: African Studies Review. Vol. 59, № 2, September 2016, S. 294–297.

Zusammengestellte Archivsammlungen
- Akwesasne contemporary issues resource collection 1974–2014. Archiviert in: Owen D. Young Library, St. Lawrence University, Canton, New York, Vereinigte Staaten.